# Sowiecka Formuła 3 Sezon 1980
Sezon 1980 Sowieckiej Formuły 3 – dwudziesty pierwszy sezon Sowieckiej Formuły 3, składający się z trzech eliminacji (Rustawi, Czajka oraz Bikernieki). Mistrzem został Toivo Asmer, ścigający się Estonią 20.

## Kalendarz wyścigów
| Runda | Data        | Tor     | Pole position | Najszybsze okrążenie | Zwycięzca (kierowcy) | Zwycięzca (zespoły) |
| ----- | ----------- | ------- | ------------- | -------------------- | -------------------- | ------------------- |
| 1     | 20 kwietnia | Rustawi | ?             | ?                    | Guram Dgebuadze      | DOSAAF Tbilisi      |
| 2     | 8 czerwca   | Kijów   | ?             | ?                    | Michaił Lwow         | Spartak Leningrad   |
| 3     | 29 czerwca  | Ryga    | ?             | ?                    | Toivo Asmer          | Jõud Tallinn        |

## Klasyfikacja kierowców
| Legenda oznaczeń w tabelach wyników Wyświetl szablon na nowej stronie | Legenda oznaczeń w tabelach wyników Wyświetl szablon na nowej stronie                                                                     |
| Oznaczenie                                                            | Wyjaśnienie |
| --------------------------------------------------------------------- | --- |
| Złoty                                                                 | Zwycięzca lub mistrzostwo |
| Srebrny                                                               | 2. miejsce lub wicemistrzostwo |
| Brązowy                                                               | 3. miejsce lub II wicemistrzostwo |
| Zielony                                                               | Ukończył, punktował (w klasyfikacji generalnej, gdy zdobył co najmniej jeden punkt na przestrzeni sezonu, poza trzema powyższymi opcjami) |
| Niebieski                                                             | Ukończył, nie punktował (w klasyfikacji generalnej, gdy nie zdobył co najmniej jednego punktu na przestrzeni sezonu)                      |
| Czerwony                                                              | Nie zakwalifikował się (NZ) |
| Czerwony                                                              | Nie prekwalifikował się (NPK) |
| Różowy                                                                | Nie ukończył (NU) |
| Różowy                                                                | Niesklasyfikowany (NS) (w klasyfikacji generalnej, gdy nie został sklasyfikowany w żadnym wyścigu sezonu)                                 |
| Czarny                                                                | Zdyskwalifikowany (DK) |
| Czarny                                                                | Wykluczony (WYK/EX) |
| Biały                                                                 | Nie wystartował (NW) |
| Biały                                                                 | Kontuzjowany (K/INJ) |
| Biały                                                                 | Wyścig odwołany (OD/C) |
| Bez koloru                                                            | Został wycofany (WYC/WD) |
| Bez koloru                                                            | Nie przybył (NP/DNA) |
| Bez koloru                                                            | Nie brał udziału w treningach (NT/DNP) |
| Bez koloru                                                            | Nie został zgłoszony (–) |
| Pogrubienie                                                           | Start z pole position |
| Kursywa                                                               | Najszybsze okrążenie wyścigu |
| †                                                                     | Nie ukończył, ale jego rezultat został zaliczony ze względu na przejechanie więcej niż 90% dystansu wyścigu.                              |
| *                                                                     | Sezon w trakcie |
| 1/2/3                                                                 | Punktowana pozycja w sprincie kwalifikacyjnym                                                                                             |
| Lista systemów punktacji Formuły 1                                    | |

| Poz. | Kierowca            | Zespół                  | RST | CZJ | RGA | Punkty |
| ---- | ------------------- | ----------------------- | --- | --- | --- | ------ |
| 1    | Toivo Asmer         | Jõud Tallinn            | NU  | 2   | 1   | 189    |
| 2    | Michaił Lwow        | Spartak Leningrad       | 2   | 1   | NU  | 187    |
| 3    | Guram Dgebuadze     | DOSAAF Tbilisi          | 1   | 5   | 5   | 169    |
| 4    | Anatolij Wołosacz   | DOSAAF Togliatti        | 3   | 3   | 7   | 159    |
| 5    | Eduard Markowski    | DOSAAF Leningrad        | 4   | NU  | 3   | 148    |
| 6    | Wiktor Klimanow     | Spartak Moskwa          | 9   | NU  | 2   | 127    |
| 7    | Hugo Jurševskis     | Daugava Kandava         | 6   | 6   | NU  | 119    |
| 8    | Anatolij Dmitrijew  | DOSAAF Moskwa           | NU  | 7   | 6   | 117    |
| 9    | Władimir Kapszejew  | Trudowe Rezerwy Charków | 5   | 8   | 9   | 116    |
| 10   | Jurij Bambandierow  | Spartak Kijów           | 8   | 9   | NU  | 93     |
| 11   | Avo Soots           | Kalev Tallinn           | 7   | 11  | NU  | 91     |
| 12   | Anatolij Kosincew   | DOSAAF Togliatti        | NU  | 10  | 10  | 83     |
| 13   | Aleksandr Isajewski | DOSAAF Frunze           | 13  | 13  | 11  | 68     |